# Stampersgat
Stampersgat est un village situé dans la commune néerlandaise de Halderberge, dans la province du Brabant-Septentrional. Le 1er janvier 2007, le village comptait 1 310 habitants.

## Galerie

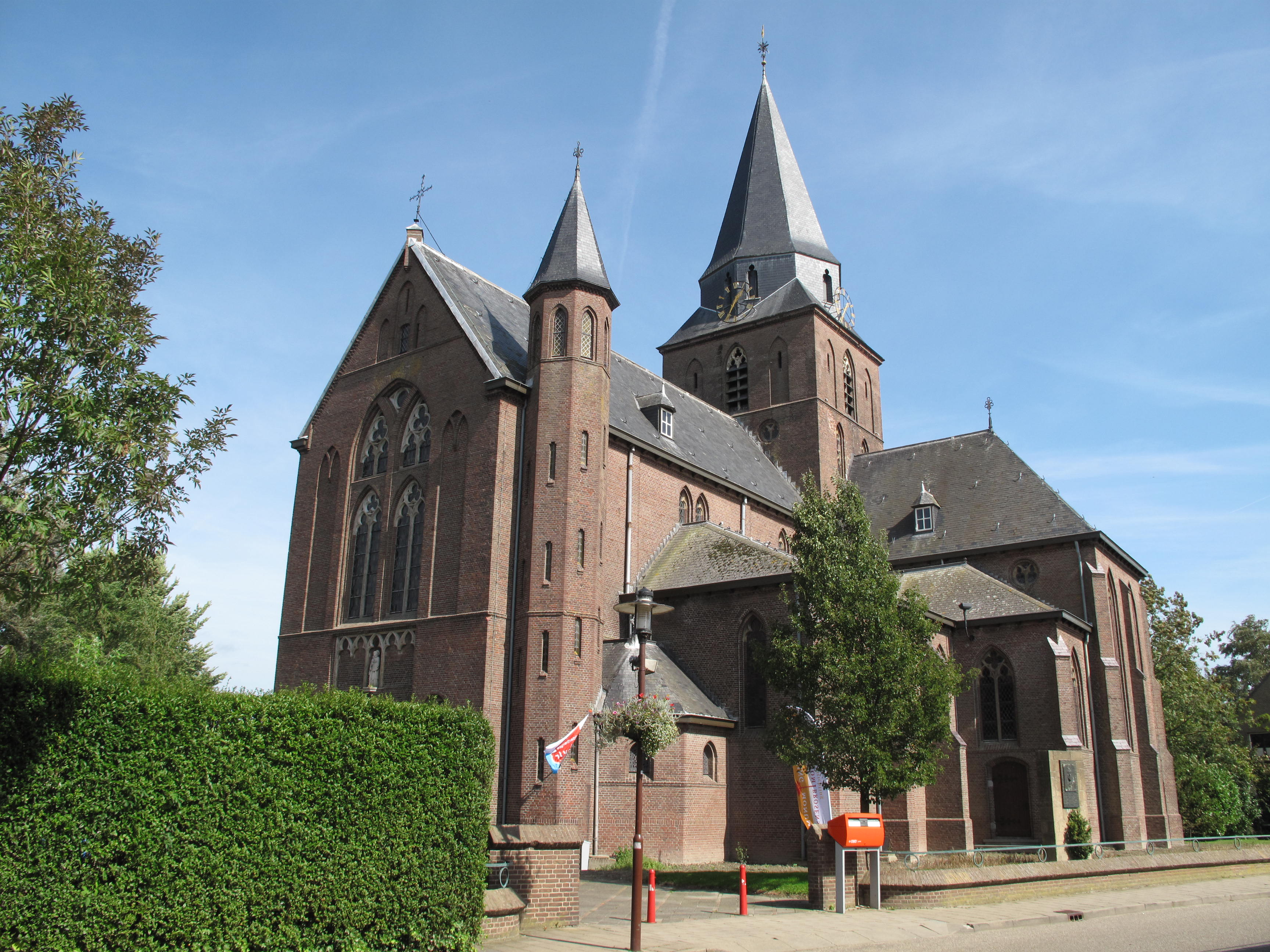
Stampersgat, église : parochiekerk H. Leonardus en Gezellen
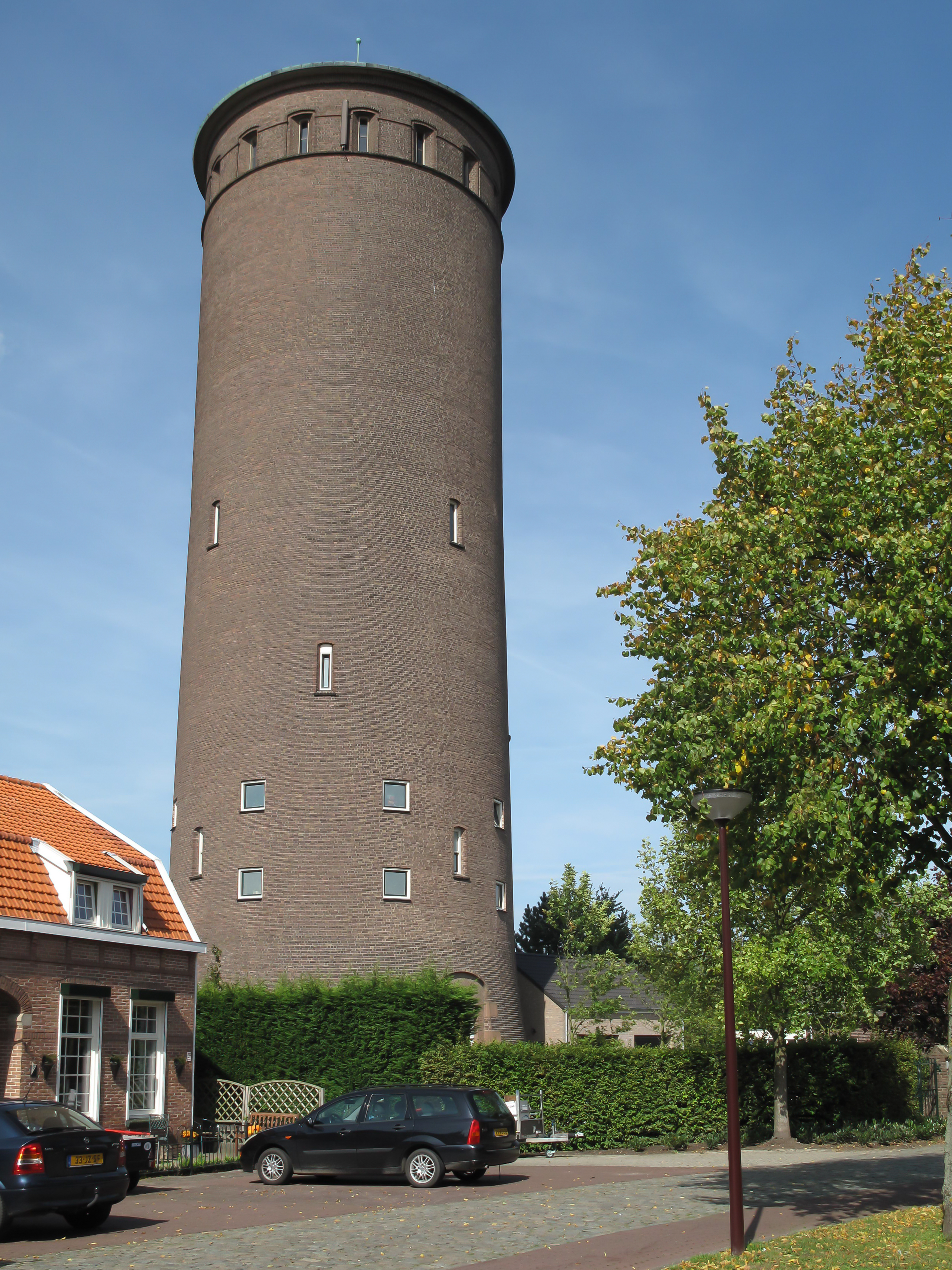
Stampersgat, château d'eau
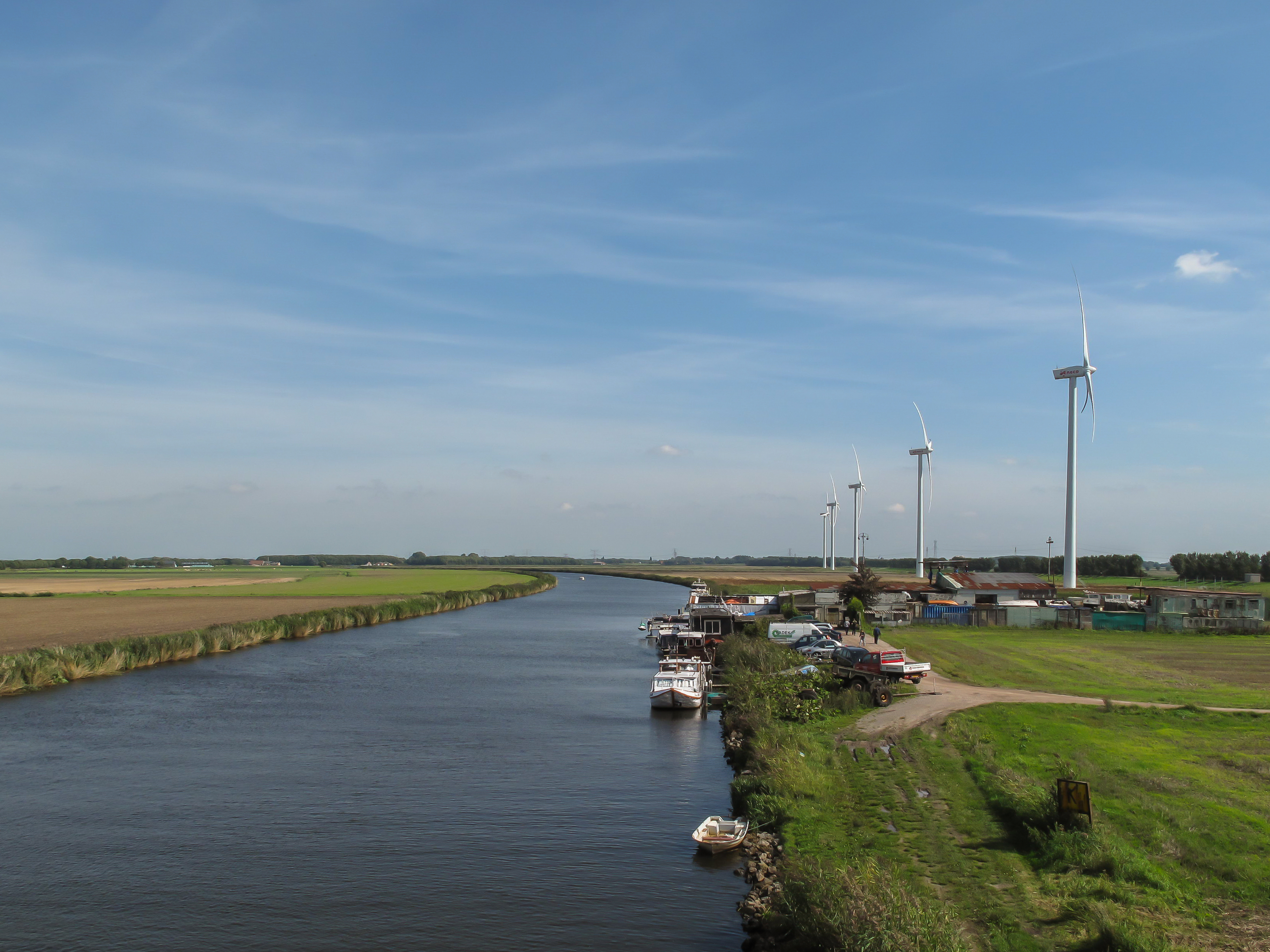
Stampersgat, rivière : de Mark